# Tropy Igły
Tropy Igły – zamknięty przystanek osobowy a dawniej stacja kolejowa w Tropach Sztumskich na linii kolejowej nr 222 Małdyty – Malbork, w województwie pomorskim.